# بوگدانوواتس (بویانوواتس)
بوگدانوواتس (به صربی: Bogdanovac) یک منطقهٔ مسکونی در صربستان است که در بوجانوواچ واقع شده‌است. بوگدانوواتس ۱۰۱ نفر جمعیت دارد.